# Franz Stolberg
Franz Stolberg (* 25. März 1876 in Celle; † 31. Juli 1938 in Hannover) war ein deutscher Politiker (DVP).

## Leben
Franz Stolberg besuchte die Kunstgewerbeschule Hannover und war Gasthörer an der Technischen Hochschule Hannover. Er arbeitete als Dekorationsmaler, bestand die Prüfung als Malermeister und war später Obermeister der Maler- und Lackiererinnung Hannover sowie Vorsitzender des Niedersächsischen Malerbundes und Vorstandsmitglied im Nordwestdeutschen Handwerkerbund.
Stolberg wurde 1921 für die Deutsche Volkspartei (DVP) als Abgeordneter in den Preußischen Landtag gewählt, dem er bis 1924 angehörte. Von Dezember 1929 bis März 1930 war er Mitglied des Hannoverschen Bürgervorsteherkollegiums.